# Oficerska Szkoła Intendentury
Oficerska Szkoła Intendentury (OSI) – szkoła Wojska Polskiego przygotowująca kandydatów na oficerów żywnościowych, mundurowych, finansowych i kwaterunkowo-budowlanych (od 1946 r.), a także płatników, odbiorców technicznych i szefów kancelarii (do 1946 r.)
25 października 1944 r., w Majdanku k. Lublina, przy Głównym Kwatermistrzostwie Wojska Polskiego zorganizowane zostały według etatu Nr 017/527 Kursy przygotowawcze służby intendenckiej. 2 grudnia 1944 r. kursy przemianowane zostały na Oficerską Szkołę Intendentury. 31 stycznia 1945 r. w skład szkoły włączone zostały Kursy oficerów finansowych. W styczniu 1945 r. ówczesny komendant szkoły, ppłk Paweł Koreniew przeniósł ją samowolnie do Lublina za co 30 marca odwołany został z zajmowanego stanowiska. W tym okresie szkoła kształciła słuchaczy w cyklu 3-miesięcznym, a potem 12-miesięcznym. 22 lipca 1945 r. szkoła otrzymała sztandar ufundowany przez społeczeństwo Lublina. W kwietniu 1946 r. szkoła przeniesiona została do Łodzi, a wiosną następnego roku do Zgierza. Okres kształcenia wydłużono do 2, a potem do 3 lat.
Z dniem 14 marca 1947 r.Oficerska Szkoła Intendentury przeformowana została w Oficerską Szkołę Kwatermistrzowską według etatu Nr 20/72. W kwietniu 1948 r. szkoła przeformowana została na etat Nr 20/94. Nowy etat nie przewidywał szkolenia słuchaczy na kursie trzyletnim. 136 podchorążych tego kursu przeniesionych zostało do Oficerskiej Szkoły Piechoty nr 1 we Wrocławiu. 5 grudnia 1948 r. gen. bryg. Piotr Jaroszewicz promował ostatnich (105) w historii szkoły podchorążych. 5 lipca 1947 r. szkoła przeniesiona została do Poznania i tam, tego samego miesiąca, rozformowana. Na bazie szkoły utworzone zostało Centrum Wyszkolenia Kwatermistrzowskiego według etatu Nr 20/143.
W latach 1944–1948 szkoła wyszkoliła 1194 oficerów zawodowych i przekwalifikowała około 250 .
Szkoła obchodziła święto 25 października, w rocznicę powstania kursów przygotowawczych.

## Struktura organizacyjna według etatu Nr 20/72 z 19 lutego 1947 r.
- Komenda
- Wydział wyszkolenia
  - Cykl taktyki i przedmiotów ogólnowojskowych
  - Cykl polityczno-wychowawczy i wyszkolenia ogólnego
  - Cykl zaopatrzenia
- Wydział polityczno-wychowawczy
- Wydział zaopatrzenia
- Batalion szkolny a. 4 kompanie (żywnościowa, taborowo-mundurowa, finansowa i przeszkolenia oficerów)

## Komendanci
- ppłk Paweł Koreniew (X 1944 - 30 III 1945)
- płk Józef Michajłow (IV 1945 - I 1946)
- płk Apoloniusz Dziebowicz (I 1946 - VI 1948)
- mjr Mieczysław Ługowski (VI 1948 - VII 1949)